# Chilwa
Chilwa je drugo po veličini jezero u Malaviju nakon jezera Malawi. Nalazi se u istočnom okrugu Zomba, na granici s Mozambikom, kojem pripada dio istočnih obala jezera, kad je površinm veće. Otprilike 60 km duga i 40 km široko, jezero je okruženo velikim močvarama. U sredini jezera nalazi se otok Chisi. Jezero je endoreičko, a na razinu vode uvelike utječu sezonske kiše i ljetna isparavanja. Godine 1968. jezero je nestalo za iznimno sušnog vremena. Kada je David Livingstone posjetio jezero 1859., izvijestio je da njegova južna granica seže sve do masiva Mulanje, što bi jezero učinilo dugim najmanje 32 km dužim nego što je danas.
Danska agencija za međunarodni razvoj, u suradnji s Vladom Malavija, radi na očuvanju jezera i njegovih močvara. Program prilagodbe klimatskim promjenama u slivu jezera Chilwa (LCBCCAP) uveden je kako bi se očuvalo osjetljivo područje, koje nije samo važna močvara za lokalnu faunu, već i glavni izvor ribljih proizvoda u regiji.

## Flora i fauna
Najčešće vrste riba jezera Chilwa su Barbus paludinosus, Oreochromis shiranus chilwae, Clarias gariepinus, Brycinus imberi i Gnathonemus. Jezero podržava populaciju ptica močvarica od oko 1,5 milijuna s oko 160 različitih vrsta. Neki od njih svake godine migriraju azijsko-istočnoafričkim letnim putem iz Sibira. S dvanaest vrsta ptica, broj je preko 1% njihove ukupne populacije na preletnom putu. Okolna ljudska populacija je gusta i raste, a vodene ptice se love za hranu kada je vodostaj nizak i ribolov problematičan. Ulažu se napori kako bi se osiguralo da se lov odvija na održiv način.

## Gospodarstvo
Jezero okružuje oko 335 sela s preko 60 000 stanovnika. Stanovnici se bave ribolovom u jezeru, a svake godine ulove preko 17 000 metričkih tona, što čini 20% ribe ulovljene u Malaviju.